# 647
| [ Edytuj tabelę ]          |                            |
| Cesarz Bizancjum           | - 641 Konstans II 668      |
| Cesarz Chin                | - 626 Tang Taizong 649     |
| Król Deiry                 | - 644 Oswin 651            |
| Król Essexu                | - 617 Sigeberht I Mały 653 |
| Król Franków w Austrazji   | - 639 Sigebert III 656     |
| Król Franków w Neustrii    | - 639 Chlodwig II 658      |
| Cesarz Japonii             | - 645 Kōtoku 654           |
| Kalif                      | - 644 Usman ibn Affan 656  |
| Król Kentu                 | - 640 Earconbert 664       |
| Patriarcha Konstantynopola | - 641 Paweł II 653         |
| Władca Korei               | - 642 Pojang 668           |
| Król Longobardów           | - 636 Rotari 652           |
| Król Mercji                | - 626 Penda 655            |
| Papież                     | - 642 Teodor I 649         |
| Król Persji                | - 632 Jezdegerd III 651    |
| Król Wizygotów             | - 642 Chindaswint 649      |

Rok 647 / DCXLVII
stulecia: VI wiek ~
VII wiek ~
VIII wiek

lata: 637 «
642 «
643 «
644 «
645 «
646 «
647
» 648
» 649
» 650
» 651
» 652
» 657

## Zmarli
- data dzienna nieznana:
  - Máel Coba mac Fíachnai, król Ulaidu z dynastii Dál Fiatach (ur. ?)
  - Seondeok, królowa państwa Silla (ur. ?)